# تیم ملی بسکتبال غنا
تیم ملی بسکتبال غنا، نماینده غنا در مسابقات بین المللی بسکتبال است. این تیم توسط فدراسیون بسکتبال غنا (GBBA) اداره می شود. 